# Гусейн-заде, Рауф Алишир оглы
Рауф Алишир оглы (Алишир оглу, Алиширович, Алишерович) Гусейн-заде (Гусейнов) (азерб. Rauf Əlişir oğlu Hüseynov; род. 25 апреля 1929, Баку) — советский и азербайджанский ученый, первый азербайджанский сириолог, тюрколог, кавказовед, председатель Общественного объединения азербайджанских историков.

## Биография
По окончании в 1951 году исторического факультета Азербайджанского государственного университета (ныне Бакинского государственного университета) Гусейнов поступил в аспирантуру в Ленинграде (ныне Санкт-Петербург). Здесь он в 1951—1955 годах прошёл курс под руководством доктора исторических наук, профессора, члена-корреспондента АН СССР Нины Викторовны Пигулевской и стал первым азербайджанцем-сириологом. В 1955 году он защитил кандидатскую диссертацию на тему «„Хроника“ Михаила Сирийца как источник по истории тюрок», а в 1969 году — докторскую диссертацию на тему «Сельджуки и Закавказье». Затем Гусейнов получил и степень доктора исторических наук (1971).
Гусейнов стал научным сотрудником Института истории Академии наук АзССР (с 1955) и старшим научным сотрудником (1958). К преподавательской деятельности Гусейнов приступил в 1963 году, и является ведущим научным сотрудником Института археологии и этнографии Национальной Академии Наук Азербайджана.
Гусейн-заде издал более 150 научных публикаций по истории и истории культуры, этнологии и этнической истории, источниковедению и историографии Азербайджана, Кавказа и соседних регионов. Он неоднократно выступал с докладами на научных форумах. При его участии подготовлены десятки квалифицированных специалистов-историков. Он является председателем Общественного объединения азербайджанских историков — члена EUROCLIO (Европейской Ассоциации преподавателей истории), членом Российского палестинского общества.

## Избранные публикации
- Гусейнов Р. А. Неисследованный источник по истории сельджуков XI—XII вв.: Автореф. дис. … к. ист. н. — Л.: Ленингр. гос. ун-т, 1954. — 18 с.
- Гусейнов Р. А. «Хроника» Михаила Сирийца как источник по истории тюрок XI—XII вв. в Передней Азии: Автореф. дис. … к. ист. н. — М.: Ин-т востоковедения АН СССР, 1955. — 12 с.
- Гусейнов Р. А. К истории тюрок XI—XII веков: (По материалам сироязычн. хроники XII в.) // Тр. / Ин-та истории Акад. наук Азербайджана. — Баку, 1957. — Т. XII. — С. 95—149.
- Гусейнов Р. А. Сирийские источники XII—XIII вв. об Азербайджане. — М.: Изд-во вост. лит., 1960. — 6 с. — (XXV Междунар. конгресс востоковедов: Докл. делегации СССР).
- Гусейнов Р. А. Сирийские источники XII—XIII веков об Азербайджане. — Баку: Изд-во Акад. наук АзССР, 1960. — 181 с.
- Гусейнов Р. А. «Хроника» Михаила Сирийца // Палестин. сб. — М.; Л.: Изд-во АН СССР, 1960. — Вып. 5 (68). — С. 85—105.
- Sources Syriaques du XII—XIII Siecles сoncernant l’Azerbaidjan // XXVe Congres International des Orientalistes. — Moscou, 1960.
- Гусейнов Р. А. О тюрках IV—VII вв. в зоне Кавказской Албании // Вопросы истории Кавказской Албании: [Сб. ст.]. — Баку: Изд-во АН АзССР, 1962. — С. 181—190.
- Гусейнов Р. А. Роль и значение сирийских источников для изучения истории народов Кавказа // Докл. / Акад. наук Азербайджана. — Баку, 1962. — Т. XVIII, № 7.
- Гусейнов Р. А. «Хронография» Ильи Бар Шинайи // Межвузовская научная конференция по историографии и источниковедению истории стран Азии и Африки. 22—25 янв. 1963 г. — Л., 1963.
- Гусейнов Р. А. Бар Эбрей и Азербайджан // Докл. / Акад. наук Азербайджана. — Баку, 1963. — Т. XIX, № 3.
- Гусейнов Р. А. Об одиннадцатой части ܟܬܒܐ ܕܐܣܟܘܠܥܘܢ [«Кетаба д’Эсхолион»] «Книги схолий» Феодора Бар Кони // Палестин. сб. — Вып. 11 (74): История и филология стран Ближ. Востока. — М.; Л.: Наука, 1964. — С. 129—138.
- Les Sources Syriaques des XIIe et XIIIe Siecles Concernantl’Azerbaidjan // Bedi Kartlisa — Revue de Kartvelologie, Etudes Georgiennes et Caucasiennes. — 1964. — Vol. XV/XVI, (№ 43/44).
- Гусейнов Р. А. Об устойчивости и преемственности традиций свадебных обрядов у народов Передней Азии: (На материале тюрок-огузов XI—XII вв.) // Докл. / Вост. комис. Геогр. о-ва СССР. — Л., 1965. — Вып. 1 (2).
- Гусейнов Р. А. Тюркское GOŞ в сирийском источнике // Крат. сообщ. / Института народов Азии АН СССР. — М., 1965. — № 86.
- La Conqueste de l’Azerbaidjan par les Seldjoucides // Bedi Kartlisa — Revue de Kartvelologie. — Paris, 1965. — Vol. XIX/XX, (№ 48/49). — P. 99—108.
- Гусейнов P. А. Институт атабеков // Палестин. сб. — Вып. 15 (78): История и филология стран Ближ. Востока. — М.; Л.: Наука, 1966. — С. 181—196.
- Гусейнов Р. А. Тюркские этнические напластования XI—XII вв. в Закавказье: (Тез.). — Баку: Акад. наук АзССР, 1966. — 7 с. — (Семинар по проблеме происх. и формир. азербайдж. народа; 9).
- Гусейнов Р. А. «Хроника» Михаила Сирийца и «Всеобщая история» Бар Эбрея как источники по истории Юго-Восточной Европы (IX—XII вв.). — М.: Б. и., 1966. — 18 с. — (Междунар. ассоциация по изуч. стран Юго-Вост. Европы. Первый конгр. балкан. исслед. [София, 26 авг. — 1 сент. 1966 г.]. Сообщ. Сов. делегации).
- Гусейнов P. А. Сельджукская военная организация // Палестин. сб. — Вып. 17 (80): История и филология стран Ближ. Востока в древности и средневековье. — Л.: Наука, Ленингр. отд-ние, 1967. — С. 131—147.
- Le Terme Turc GOŞ dans un Texte Syriaque // Studia et Acta Orientalia. — Bucarest, 1967. — [Vol.] V—VI.
- Malazgird ve Kafkaslar // Tarih Araştırmaları Dergisi. — Ankara, 1968. — Cilt VI, Sayı 10-11.
- Гусейнов Р. А. Последствия сражения при Манцикерте (1071 год) для Закавказья // Визант. временник. — М., 1969. — Т. XXIX. — С. 148—152.
- Гусейнов Р. А. Сельджуки и Закавказье: Автореф. дис. … д. ист. н.: Спец.: 07.00.00. — Баку : Изд-во АН АзССР, 1969. — 32 с.
- Гусейнов Р. А. Сельджуки и Закавказье: Дис. … д. ист. н.: Спец.: 07.00.00. — Баку, 1969. — 535 с.
- Гусейнов P. А. Султан и халиф: (Из истории сюзеренитета и вассалитета на Ближ. Востоке XI—XII вв.) // Палестин. сб. — Вып. 19 (82): Вопр. истории и культуры на Ближ. Востоке: (Древность и средневековье). — Л.: Наука, Ленингр. отд-ние, 1969. — С. 127—138.
- Гусейнов Р. А. «Хроника» Михаила Сирийца и «Всеобщая история» Бар Эбрея как источники по истории Юго-Восточной Европы XI—XII веков // Des Etudes Balkaniques et Sud-Est Europeennes. — III: Histoire. Actes du Premiere Congres International. — Sofia, 1969.
- Гусейнов P. А. Иракские Сельджукиды, Ильдегизиды и Закавказье // Палестин. сб. — Вып. 21 (84): Ближ. Восток и Иран. — Л.: Наука, Ленингр. отд-ние, 1970. — С. 185—198.
- Гусейнов Р. А. Сельджукская тематика в современной историографии // Тюркологич. сб. 1970. — М.: Наука, Глав. ред. вост. лит., 1970. — С. 208—222.
- Consequences de la Bataille de Mantzikert (1071) entre Alp-Arslan et Romain IV pour la Transcaucasie // Bedi Kartlisa — Revue de Kartvelologie. — Paris, 1970. — Vol. XXVII. — P. 93—100.
- Гусейнов Р. А. Из истории денежного обращения в Передней Азии в XI—XII веках // Нумизматика и эпиграфика. — М., 1971. — № IX.
- Гусейнов Р. А. Из истории отношений Византии с сельджуками: (По сирийск. источникам) // Палестин. сб. — Вып. 23 (86): Византия и Восток. — Л.: Наука, Ленингр. отд-ние, 1970. — С. 156—167.
- Le Sultan et le Khalif: (De l’Histoire de la Suzerainete et de Vassalite en Asie Occidentale aux Xie et XIIe Siecles) // Bedi Kartlisa — Revue de Kartvelologie. — Paris, 1971. — Vol. XXVIII.
- Гусейнов Р. А. Сирийские источники по истории Византии XI—XII вв. // Визант. временник. — М., 1972. — Т. 33 (58). — С. 120—128.
- Гусейнов Р. А. Тюркские этнические группы XI—XII вв. в Закавказье // Тюрколог. сб. 1972. — М.: Наука, Глав. ред. вост. лит., 1973. — С. 375—381.
- Malazgirt ve Kafkaslar // Ankara Universitesi: Dil ve Tarih-Cografva Faküultesi: Tarih araştirmalari deraisi. 1968. VI cilt. — Ankara, 1972. — Sayi 10-11. — S. 61—71.
- Гусейнов Р. А. Место и роль сирийских источников в изучении истории народов СССР // Древнейшие государства на территории СССР: Материалы и исслед. 1975 г. — М.: Наука, 1976. — С. 41—56.
- Гусейнов Р. А. Современное состояние и ближайшие задачи изучения сельджукской проблемы // Тюркологич. сб. 1973. — М.: Наука, Глав. ред. вост. лит., 1975. — С. 24—37.
- Гусейнов Р. А. Историография истории Закавказья XI—XII вв. // Тюркологич. сб. 1976. — М.: Наука, Глав. ред. вост. лит., 1978. — С. 26—53.
- Гусейнов Р. А. Сирийские источники о верованиях и обычаях огузов VII—XII веков // Византиноведческие этюды: Сб. ст. — Тбилиси, 1978. — С. 137—141
- Гусейнов Р. А. Уджи — военно-феодальный институт в Малой Азии в XI—XII вв. // Тюркологич. сб. 1974. — М.: Наука, Глав. ред. вост. лит, 1978. — С. 219—229.
- Гусейнов Р. А. Из «Хроники» Михаила Сирийца: [Кн. 15] // Письм. памятники Востока: Историко-филол. исслед. Ежегодник 1973. — М.: Наука, Глав. ред. вост. лит., 1979. — С. 26—54.
- Гусейнов Р. А. «Краткая история Армении»: Из «Хроники» Михаила Сирийца // Кавказ и Византия: [Сб. ст.]. — Ереван: Изд-во АН АрмССР, 1979. — Вып. 1. — С. 184—199.
- Гусейнов Р. А. Взаимоотношения Византии и сельджуков в Малой Азии в XI—XII веках: (По сирийск. источникам) // Средневековый Восток: История, культура, источниковедение: Сб. ст. — М.: Наука, 1980. — С. 120 и сл.
- Гусейнов Р. А. Огузы, кыпчаки и Азербайджан XI—XII веков // Проблемы современной тюркологии: Материалы II Всесоюз. тюркологич. конф. 27—29 сент. 1976 г. — Алма-Ата, 1980.
- Гусейнов Р. А. Из «Хроники» Михаила Сирийца: (Ст. вторая): [Кн. 16] // Письм. памятники Востока: Историко-филол. исслед.: Ежегодник 1974. — М.: Наука, Глав. ред. вост. лит., 1981. — С. 11—29.
- Гусейнов Р. А. Из «Хроники» Михаила Сирийца: (Ст. третья): [Кн. 17] // Письм. памятники Востока: Историко-филол. исслед: Ежегодник 1975. — М.: Наука, Глав. ред. вост. лит., 1982. — С. 16—33.
- Гусейнов Р. А. Из «Хроники» Михаила Сирийца: (Ст. четвертая): [Кн. 19 и 20] // Письм. памятники Востока: Историко-филол. исслед.: Ежегодник 1976—1977. — М.: Наука, Глав. ред. вост. лит., 1984. — С. 73—91.
- Гусейнов Р. А. Сирийские источники по истории и культуре средневековых тюрок // Вопросы советской тюркологии: Тез. докл. и сообщ. Ашхабад, 10—12 сент. 1985 г. — Ашхабад, 1985.
- Гусейнов Р. А. Сельджуки и Закавказье // Историко-культурные контакты народов Алтайской языковой общности: XXIX сессия PIAC. — Ташкент, 1986.
- Гусейнов Р. А. Из «Хроники» Михаила Сирийца: (Ст. пятая): [Кн. 21] // Письм. памятники Востока: Историко-филол. исслед.: Ежегодник 1978—1979. — М.: Наука, Глав. ред. вост. лит., 1987. — С. 45—56.
- Гусейнов Р. А. Византия и Восток в трудах Н. В. Пигулевской // XVIII Международный конгресс византинистов. Москва, 8—15 августа 1991 года: Резюме сообщ. — М., 1991.
- Гусейнов Р. А. Византия и Восток в трудах Н. В. Пигулевской: (К 100-летию со дня рожд.) // Визант. временник, — Т. 55 (80), ч. 1. — М., 1994. — С. 38—42.
- Россия и Кавказ: Прошлое и настоящее // Россия и Восток: Проблемы взаимодействия: III Междунар. науч. конф., 29 мая — 4 июня 1995: Тез. докл. — Челябинск, 1995. — Ч. I.
- Udilər. Tarixi-etnografik tədqiqat (в соавторстве). — Bakı, 1996.
- Byzantium, Seljuks, Transcaucasia // Acts of the XVIIIth International Congress of Byzantine Studies: Selected Papers: Main and Communications. Moscow, 1991. — Vol. I: History. — Shepherdstown (USA), 1996.
- Ethnic Situation in the Caucasus // Perceptions: Journal of International Affairs. — Ankara, 1996. — Sept.-Nov. Vol. I, № 3.
- Азербайджанская община США // Доклады Второго Бакинского международного симпозиума «Азербайджан в международных многосторонних взаимосвязях». 22—24 нояб. 1995 г. — Баку, 1996.
- Концепция истории Азербайджана // Азербайджан на пороге XXI века: Материалы Второй респуб. науч.-практ. конф. — Баку, 1998.
- Концепция истории Азербайджана. — Баку, 1999.
- Udilər. Tarixi-etnografik tədqiqat (в соавторстве). İkinci nəşri. — Bakı, 1999.
- История Азербайджана: С древнейш. времён по 1920 г. (в соавторстве). — Баку, 2000.
- Азербайджанская Республика в зеркале полиэтничности: История, совр. состояние. прогноз, рекомендации // Центральная Азия и Кавказ: Журн. — Лулеа (Швеция), 2000. — № 4 (10).
- Azerbaijan in the Mirror of its Ethnic Composition: Past, Present, Future, and Recommendations // Central Asia and the Caucasus: Journal. — (Sweden), 2000. — Vol. 4 (10).
- Концепция национальной политики Азербайджанской Республики. — Баку, 2003.
- Вердиева Х., Гусейн-заде Р. А. «Родословная» армян и их миграция на Кавказ с Балкан. — Баку: Elm, 2003. — 168 с.
- Религия и политика: Взаимоотношения на азербайдж. фоне // Центральная Азия и Кавказ: Журн. — Лулеа (Швеция), 2004. — № 3 (33).
- Religion and Politics: Interaction Against on Azerbaijanian Background // Central Asia and the Caucasus: Journal. — Lulea (Sweden), 2004. № 3 (27).
- Великий Шёлковый Путь и Азербайджан. — Баку, 2006.
- Die Grosse Seidenstrasse und Aserbaidschan. — Baku, 2006.
- The Great Silk Road and Azerbaijan. — Baku, 2006.
- Азербайджан в геополитическом противоборстве систем: между Российским и Евроатлантическим узлами // Геополитика — безопасность — терроризм: Сб. ст. — Бишкек, 2006.
- Евреи Азербайджана // Азербайджан в мире: Междунар. журн. полит. аналитики и социокультур. исслед. — Баку, 2006. — № 1 (3), март.
- Этно-конфессиональная ситуация в Азербайджанской Республике на 2005 год // Азербайджан в мире: Междунар. журн. полит. аналитики и социокультур. исслед. — Баку, 2006. — № 2 (4).
- Ичери шехер в Баку. — Баку, 2007.
- Icheri Sheher in Baku. — Baku, 2007.
- Itscheri Scheher Baku. — Baku, 2007.
- Иудаизм на Кавказе // Кавказ и глобализация: Журн. социально-полит. и экон. исслед. — Т. 2, вып. 3: Спец. вып.: «Религия и Кавказская цивилизация». — Лулеа (Швеция), 2008.
- Judaism in Caucasus // The Caucasus and Globalization: Journal of Social, Political and Economic Studies. — Vol. 2, issue 3. Special Issue «Religion and the Caucasian Civilization». — Lulea (Sweden), 2008.
- Georgia and the Orient, according to Syrian Sources // Georgia and Orient: (Past, Present, Future): Conference Abstracts. Tbilisi, 22—24 Dec., 2008. — Tbilisi, 2008.
- Гусейн-заде Р. А. Кавказ и сельджуки. — Баку: Кавказ, 2010. — 274 с. — (История Кавказа).
- Этническая идентичность Азербайджана: история и современность // Феномен социальной инженерии: Опыт и реконстр. будущего: Материалы Междунар. науч.-практич. конф. 21—22 мая 2010 г. — Алматы, 2010.
- Верования, обычаи и обряды тюрок VII—XII веков: (По сирийск. источникам) // Кавказ и глобализация: Журн. социал., полит. и экон. исслед. — Лулеа (Швеция), 2011. — Т. 5, вып. 1-2.
- Beliefs, Customs and Rites of 7th-12th Century Turks: (According to Syrian Sources) // The Caucasus and Globalization: Journal of Social, Political and Economic Studies. — Lulea (Sweden), 2011. — Vol. 5, issue 1/2.
- Ахундова Н. Ч., Гусейн-заде Р. А. Кавказ и великие тюркские империи / Наргиз Чингиз гызы Ахундова, Рауф Алишир оглу Гусейн-заде. — Баку: Euroclio; Обществ. об-ние азерб. историков, 2012. — 293 с.
- Гусейнзаде Р. А. Кавказ и Армяне / Рауф Алишир оглу Гусейнзаде. — Баку: Иршад; Обществ. об-ние азерб. историков, 2013. — 602 с.
- Гусейн-заде Р. А. Коллизии на Кавказе: Ист. очерки / Рауф А. Гусейн-заде. — Баку: Euroclio; Обществ. об-ние азерб. историков, 2013. — 165 с.
- Вердиева Х., Гусейн-заде Р. А. «Родословная» армян и их миграция на Кавказ с Балкан / Хаджар Вердиева, Рауф А. Гусейн-заде. — 2-е, изд., испр. — Баку: Euroclio; Обществ. об-ние азерб. историков, 2013. — 215 с.
- Гусейн-заде Р. А. Сельджукская эпоха истории Кавказа / Рауф Алишир оглу Гусейн-заде; Euroclio; Обществ. об-ние азерб. историков. — М.: Kremlin multimedia, 2013. — 184 с.
- Гусейнзаде Р. А. Кавказ и армяне / Рауф Алишир оглу Гусейнзаде. — Баку: Апострофф; Обществ. об-ние азерб. историков, 2014. — 486 с.
- Гусейн-заде Р. А. Тюрки Дешт-и-Кипчака и окружающий мир: Симбиоз кочев. степи и оседл. оазиса / Рауф Алишир оглу Гусейн-заде. — Баку: АФполигрАФ, 2019. — 245 с.

## Справочные материалы
- Список основных научных трудов доктора исторических наук Р. А. Гусейнова: (К 60-летию со дня рожд.): [Хронол. перечень 55 кн. и ст. за 1957—1984 гг.] / Сост. С. Д. Милибанд // Народы Азии и Африки. — 1989. — № 3. — С. 213—214.
- Гусейнов Р. А. // Милибанд С. Д. Востоковеды России, (XX — начало XXI века): Биобиблиогр. словарь: В 2 кн. — Кн. II: Н — Я. — М.: Вост. лит., 2008. — С. 809-—810.
- Гусейнзаде Рауф Алишир оглы: [Справка о докторе наук, профессоре на сайте Национальной академии наук Азербайджана]
- Папаскири З. Об одной попытке игнорирования роли и места Грузинского государства на международной арене в XII веке: Некоторые замечания на кн. Рауфа А. Гусейн-Заде: «Кавказ и Сельджуки» / Зураб Папаскири // Кавказ и мир: Междунар. науч. журн. — № 14. — Тбилиси, 2012. — С. 60—83.

1. 1 2 3  Hüseynov, Rauf Əlişir oğlu // Чешская национальная авторитетная база данных